# Чемпионат России по шахматам с кубиками
Чемпионат России по шахматам с кубиками — турнир по шахматам с кубиками, проводится с 2025 года с целью популяризации в России новой интеллектуальной игры. Организаторами выступают РФСООШ «Федерация Русских Шахмат» и ФСОО «Федерация Шахмат Дайс Чес (Шахматы с Кубиками) Рязанской области».

## Чемпионат 2025 года
Впервые прошедший 5-6 апреля 2025 года в Сочи. В чемпионате приняли участие более 200 игроков из разных регионов России.
Были проведены два турнира: основной (77 досок) и благотворительный (50 досок). 2 000 000 призовых получили победители основного турнира, 1 млн — благотворительного.
| Место | Участник         |
| ----- | ---------------- |
| 1     | Виталий Ануфриев |
| 2     | Вадим Елисеев    |
| 3-4   | Сергей Гриф      |
| 3-4   | Анатолий Еркунов |
| 5-8   | Павел Коваленко  |
| 5-8   | Николай Латков   |
| 5-8   | Муромцев Артур   |
| 5-8   | Михаил Панарин   |

| Место | Участник             |
| ----- | -------------------- |
| 1     | Евгений Коченгин     |
| 2     | Светлана Мустафина   |
| 3     | Виктория Смялковская |
| 4     | Виктор Майоров       |
| 5     | Дмитрий Герасимов    |
| 6     | Эдуард Балаян        |
| 7     | Николай Власов       |
| 8     | Марк Неронов         |
| 9     | Тимур Сибгатулин     |
| 10    | Татьяна Столярова    |
| 11    | Павел Кашеваров      |
| 12    | Артём Гарбузов       |